# Rainer Oldendorf
Rainer Oldendorf (* 28. Oktober 1961 in Lüchow) ist ein deutscher Künstler, der unter anderem als experimenteller Filmemacher und Bildhauer bekannt ist.

## Leben und Werk
Rainer Oldendorf studierte von 1981 bis 1983 Germanistik, Geschichte und Philosophie an der Albert-Ludwigs-Universität Freiburg. Von 1983 bis 1990 studierte er bei Gustav Kluge, Michael Lingner, Wolfgang Oppermann, Hermann Nitsch, Olaf Metzel und Joseph Kosuth an der Hochschule für bildende Künste Hamburg. Von 1992 bis 1993 schloss er ein Postgraduales Studium am Institut des hautes études en arts plastiques in Paris an. Oldendorf lehrt seit 1990 an Universitäten und Kunsthochschulen in Amerika, Europa, Israel und Japan. Er lebt und arbeitet in Paris, Porspoder, Lörrach und Besançon.
Seine Arbeit marco ist ein fiktives filmisches Porträt eines Mannes namens Paul, beginnend in den 1970er Jahren. In die Handlung werden Ort und Umstände der Filmproduktion selbst mit einbezogen. Seit 1995 wird die Erzählung in Episoden entwickelt. Drehorte und Akteure wechseln. Rainer Oldendorf verbindet Kunstfilm und unterschiedliche skulpturale Formen. marco13 entstand im Rahmen der Ausstellung Soleil politique in Bozen. marco14 und CIAM4 / Schiffbruch mit Zuschauer (2017) wurde auf der documenta 14 im Polytechneion Athen, im Hessischen Landesmuseum und an der Kunsthochschule Kassel ausgestellt.